# Menhir de Courbessac
Le menhir de Courbessac (dit de la Poudrière ou de la Clauze) est un menhir de 2,17 m de haut situé à proximité du village de Courbessac, sur la commune de Nîmes, dans le Gard.

## Histoire
Ce mégalithe se trouve en bordure de la route d'Avignon et à proximité de l'aérodrome de Nîmes-Courbessac. Il est signalé pour la première fois par Félix Mazauric en 1906. Il fait l’objet d’un classement au titre des monuments historiques depuis le 24 septembre 1936.